# 第58次長期滞在
第58次長期滞在（だい58じちょうきたいざい）は2018年12月20日第57次長期滞在のクルーの出発で始まった58回目の国際宇宙ステーションでの長期滞在。船長のオレグ・コノネンコと、フライトエンジニアのアン・マクレインおよびデイヴィッド・サン＝ジャックの3人は、2018年12月3日にソユーズMS-11に搭乗して打ち上げられたが、この飛行は2018年の100回目の軌道への打ち上げだった。
コノネンコ、マクレインおよびサン＝ジャックは、2019年3月15日にアレクセイ・オヴチニン、ニック・ヘイグおよびクリスティーナ・コックがソユーズMS-12で到着すると、引き続き第59次長期滞在に移行した。

## 履歴
計画の初期段階で、この長期滞在には新人宇宙飛行士のニコライ・チーホノフが含まれていた。しかしながら、チーホノフの割り当てはロシアの多目的実験モジュール（ナウカ）の打ち上げが遅延したことにより延期された（2回目）。チーホノフは2019年後半のソユーズMS-14の飛行予定に再割り当てされた。
2018年10月時点では、この長期滞在には5人のクルーが参加することになっており、アレクセイ・オヴチニン飛行士とニック・ヘイグ飛行士は2018年10月に第57次長期滞在に合流し、それに続いて第58次長期滞在に移行し、2018年12月にコノネンコ、マクレインおよびサン＝ジャックが合流する予定だった。オヴチニンおよびヘイグは2019年4月に地球に帰還する予定だった。それに続き、第59次長期滞在ミッションがコノネンコを船長として始まるはずだった。しかしながら、オヴチニンとヘイグが搭乗したソユーズMS-10宇宙船は2018年10月11日の打ち上げ中に中止になり、2人のクルーは無事に地球に帰還した。
ソユーズMS-10の中止の後、2018年10月23日にジム・ブライデンスタインNASA長官はISSへのソユーズの飛行を2018年12月に再開するつもりであると発表した。当初、第58次長期滞在は3名のクルーで始まり、その後でソユーズMS-12のクルーが加わって6名体制になるものと思われていた。しかしながら、ソユーズMS-11の打ち上げ後の記者会見で、NASAはソユーズMS-12のクルーが第59次/第60次長期滞在のクルーになることを発表した。そのため、第58次長期滞在は3名とされた。

## クルー
| 役職              | 乗組員                                            |                                                   |
| ----------------- | ------------------------------------------------- | ------------------------------------------------- |
| 船長              | オレグ・コノネンコ、RSA 4回目の宇宙飛行           | オレグ・コノネンコ、RSA 4回目の宇宙飛行           |
| Flight Engineer 1 | アン・マクレイン、NASA 1回目の宇宙飛行            | アン・マクレイン、NASA 1回目の宇宙飛行            |
| Flight Engineer 2 | デイヴィッド・サン＝ジャック、CSA 1回目の宇宙飛行 | デイヴィッド・サン＝ジャック、CSA 1回目の宇宙飛行 |

サン＝ジャックはほぼ6年目の2013年5月13日に終了した第35次長期滞在で船長を勤めたクリス・ハドフィールド以来のステーションに滞在したカナダ人となった。

## ISSへの無人宇宙飛行
第58次長期滞在中に国際宇宙ステーションに訪れた補給ミッション：
| 宇宙機 - ISS飛行番号 | 国       | ミッション | 打ち上げ者           | 打ち上げ （UTC）      | 結合/係留 (UTC) †  | 結合/係留の解除 （UTC） | 期間（結合）    | 軌道離脱           |
| -------------------- | -------- | ---------- | -------------------- | --------------------- | ------------------ | ----------------------- | --------------- | ------------------ |
| SpX-DM1              | アメリカ | 飛行試験   | ファルコン9ブロック5 | 2019年3月2日 07:49:03 | 2019年3月3日 10:51 | 2019年3月8日 7:32       | 4日 20時間 41分 | 2019年3月8日 13:45 |